# Riu Platte

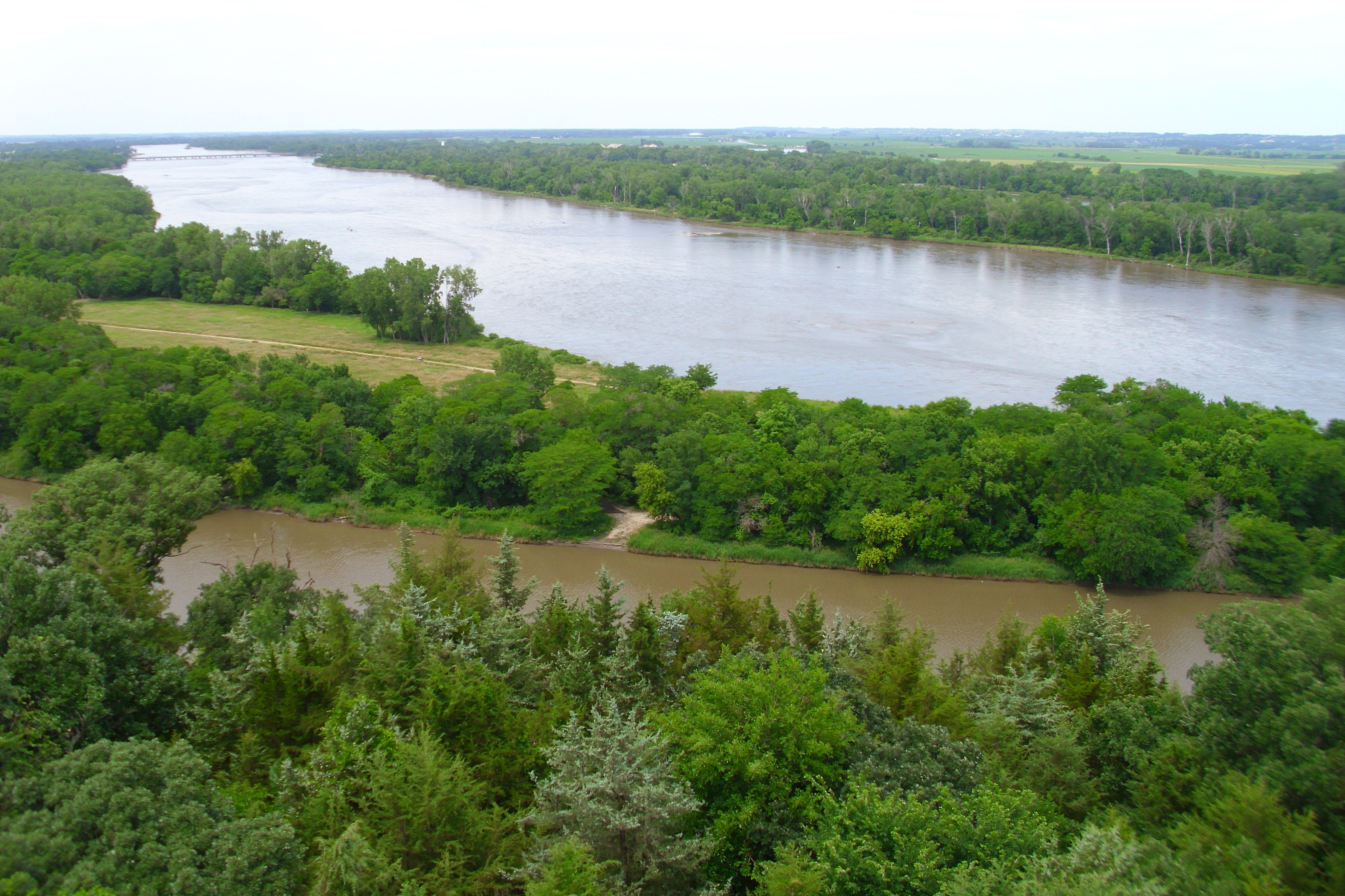
Riu Platte

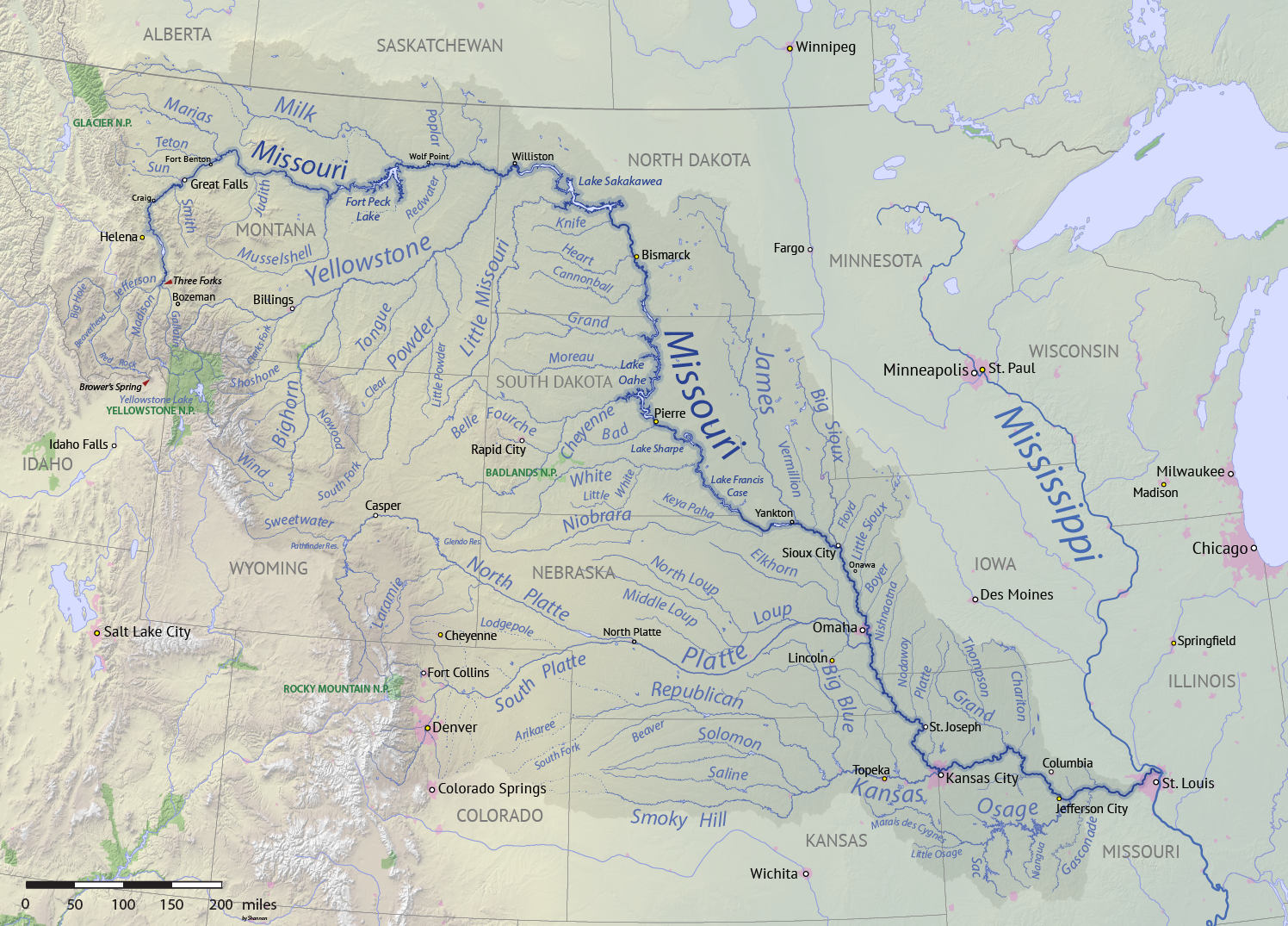
Mapa de la conca del riu Missouri

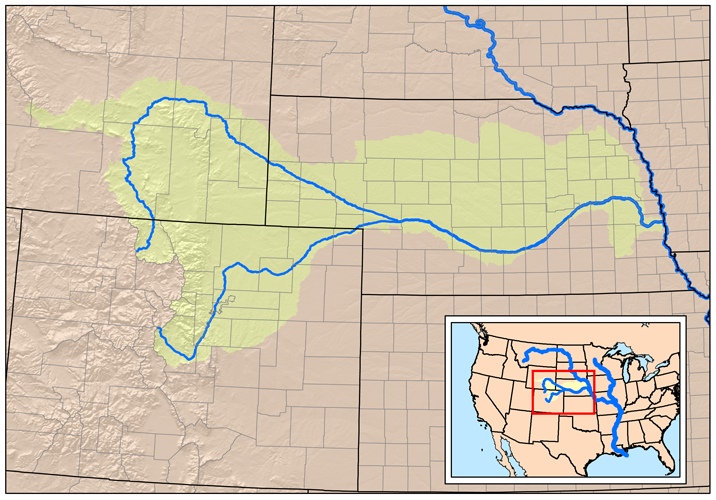
Mapa de la conca del riu Platte

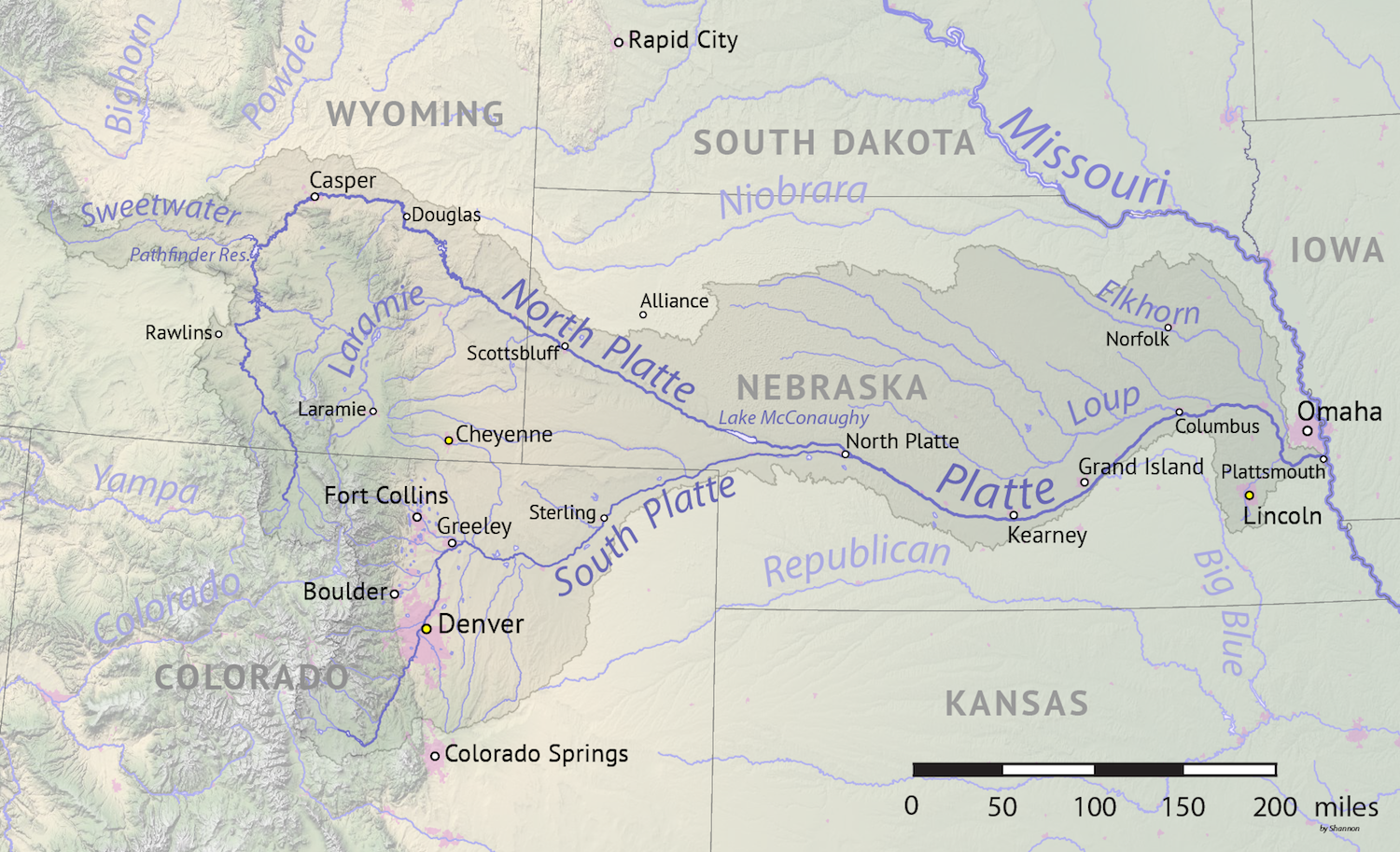
Conca del riu Platte amb les ciutats principals

El riu Platte o riu Chato de l'original en castellà (anglès: Platte River) és un riu del Oest Mitjà dels Estats Units, és un dels principals afluents del riu Missouri que discorre per la part central de les Grans Planes. Té uns 499 km de longitud, Drena part del vessant oriental de les muntanyes Rocoses amb una conca de 233.100 km². Neix a 844 m d'altitud i desemboca a 287 m d'altitud.
Al segle xviii, aquest riu va ser conegut pels trampers francesos com el riu Nebraska. Més tard, la vall del riu Platte va ser molt important en l'expansió cap a l'oest discorrent per la Great Platte River Road, la principal ruta a l'oest on confluïen, a Fort Kearny, altres tres rutes: el camí d'Oregon, la ruta Mormó i el camí de Califòrnia.
Discorre íntegrament per Nebraska, i en part de Colorado i Wyoming.